# Источник повышенной опасности

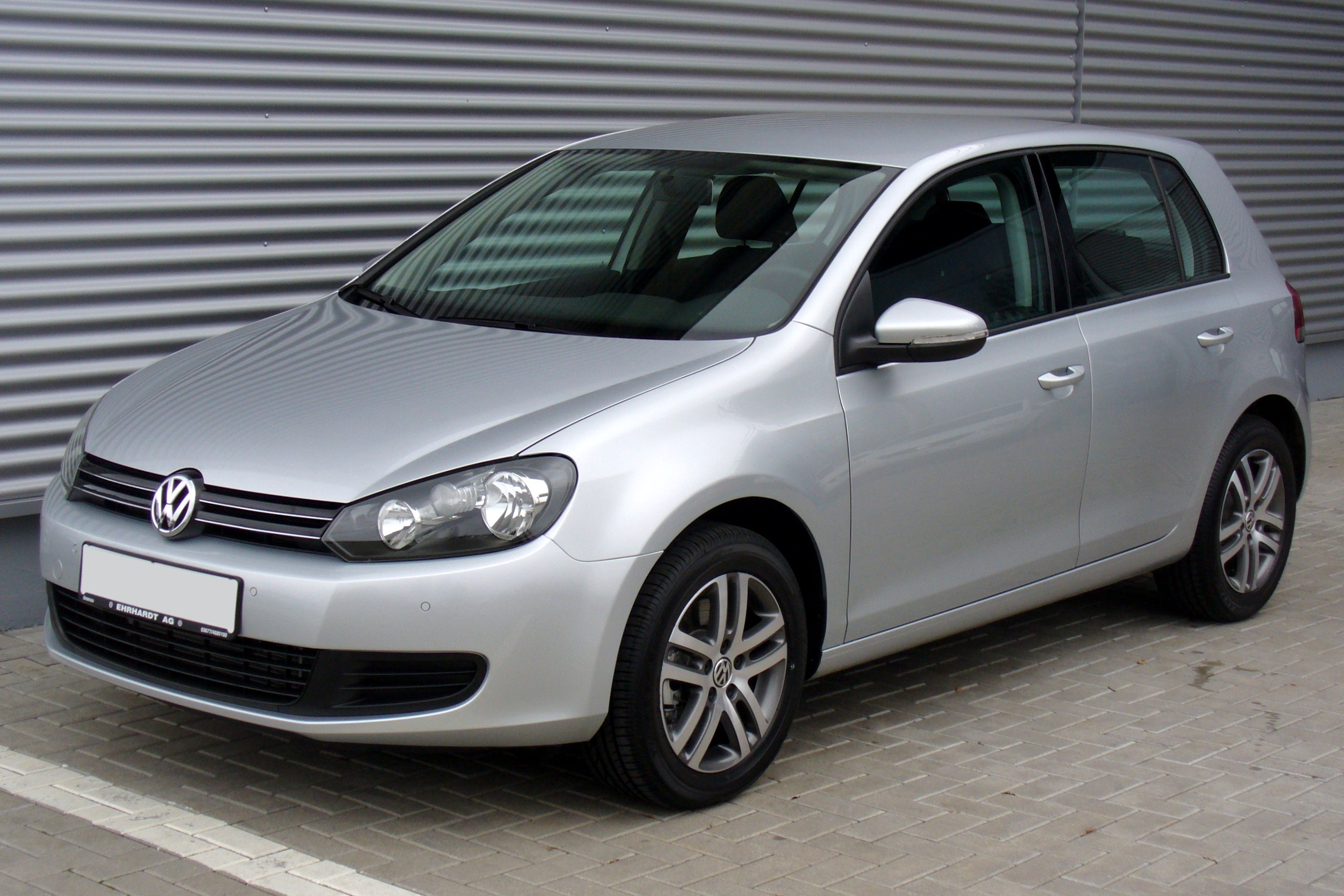
Автомобиль считается источником повышенной опасности

Источник повышенной опасности — техногенный объект, человеческий фактор или природный процесс, создающие угрозы жизни и здоровью людей, гибели животного и растительного мира, разрушения объектов техносферы и поражения природной среды.
В юридической науке используется для обозначения деятельности или предметов материального мира (и/или их свойств), которые могут быть особо опасны для окружающих. Практическое значение термина связано с особым порядком и основаниями возникновения и реализации деликтных обязательств в случае причинения вреда источником повышенной опасности. В двух словах, владелец источника повышенной опасности несёт ответственность за причинённый вред вне зависимости от собственной вины. В академической науке взгляды на определение источника повышенной опасности расходятся. В российской юридической науке существует три основные точки зрения на определение источника повышенной опасности: опасная деятельность (и именно это определение закреплено гражданским законодательством России), опасные свойства объекта материального мира, и, наконец, источник повышенной опасности — это сам объект материального мира, вещь.

## Понятие термина
В советской и российской юридической теории единого толкования термина не существует. Выделяются три основных подхода к понятию.
Согласно первой концепции, которая и нашла отражение в действующем гражданском законодательстве России, источник повышенной опасности — это деятельность, которая связана с использованием определённых вещей, имеющих опасные свойства, и в силу того, что это деятельность не может контролироваться человеком полностью, вероятность причинения вреда этой деятельностью возрастает. Такой точки зрения придерживались в частности Б. С. Антимонов, О. С. Иоффе. Общий смысл этой точки зрения состоит в том, что вещи сами по себе не несут опасности: их повышенная опасность проявляется только в результате деятельности человека (например управление автомобилем, хранение взрывчатых веществ и т. п.).
Согласно второй распространённой точке зрения, источники повышенной опасности — это предметы материального мира, обладающие определёнными количественными и качественными характеристиками, которые в процессе пользования ими, обладают повышенной способностью причинения вреда. Такой или в общем такой точки зрения придерживался в частности О. А. Красавчиков.
Согласно ещё одной позиции, которую сформулировала Е. А. Флейшиц в 1951 году, источник повышенной опасности — это не деятельность и не объект материального мира (вещь), а опасные свойства вещи и силы природы.
Следует отметить, что все изложенные позиции не опровергают друг друга, и так или иначе увязывают и деятельность (как субъективную часть понятия), и предмет (как объективную часть понятия), только одни считают первоосновой деятельность (с использованием опасных вещей), а другие вещь (в рамках процесса деятельности). «Не может быть повышенно опасной для окружающих деятельности вне связи с особым материальным объектом, равно как не может быть таких материальных объектов, которые признавались бы источниками повышенной опасности вне связанной с ними деятельности человека. При этом в одних случаях на первый план выходит характер деятельности (так как иная деятельность с теми же материальными объектами может и не представлять для окружающих повышенной опасности), в других — первостепенное значение приобретает сам характер материального объекта (так как любой вид деятельности по его использованию является повышенно-опасным)».
Предпринимались попытки классификации источников повышенной опасности. При этом некоторые учёные (например Б. С. Антимонов) настаивают на том, что в законодательстве должен быть определён исчерпывающий перечень источников повышенной опасности, другие говорят о примерном перечне (Е. А. Флейшиц).
Наиболее известной является классификация, предложенная О. А. Красавчиковым: Он выделял четыре основные группы источников повышенной опасности:
- физические (механические, электрические и тепловые);
- физико-химические (радиоактивные материалы);
- химические (отравляющие, взрывоопасные и огнеопасные);
- биологические (зоологические и микробиологические).

С развитием науки и техники понятие источника повышенной опасности может быть и расширено. Так, высказываются точки зрения, что компьютерные вирусы могут отвечать признакам источника повышенной опасности, некоторые медицинские манипуляции (прививки, трансплантация органов и тканей).

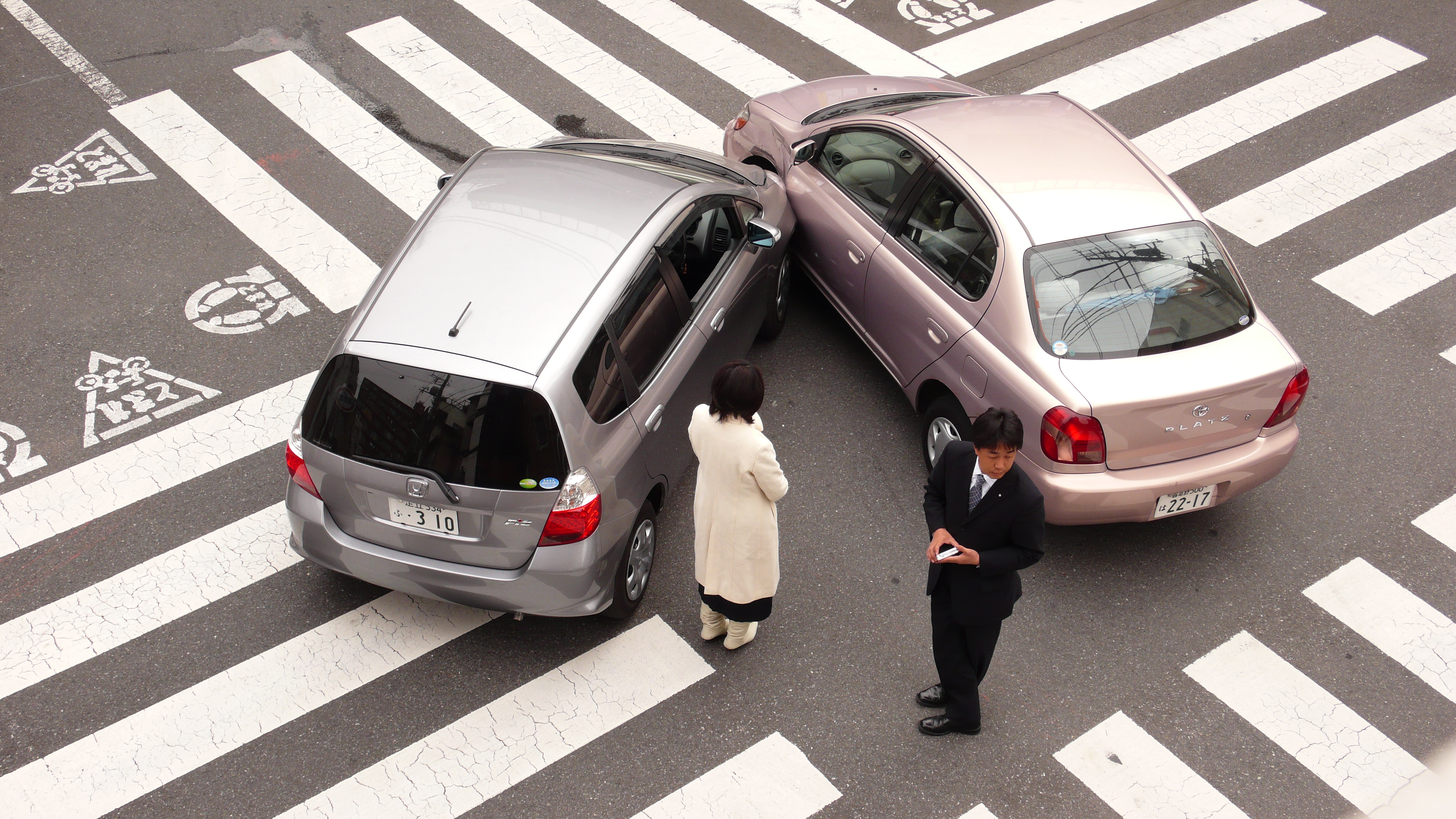
Два автомобиля столкнулись на перекрёстке. В России будет устанавливаться вина каждого в происшествии и соответственно распределяться ответственность за причинённый вред

С практической точки зрения в России не существует исчерпывающего перечня или классификации источников повышенной опасности (деятельности или вещей). В каждом отдельном случае вопрос об отнесении того или иного источника к понятию источника повышенной опасности решается отдельно, в том числе, исходя из сложившейся судебной практики. Прежде всего, исследуется вопрос о возможности полного и всеобъемлющего контроля со стороны человека за источником опасности. Так, движущийся автомобиль безусловно является источником повышенной опасности; вместе с тем, стоящий автомобиль с заглушенным двигателем таковым являться не будет, и в случае если он примет участие в дорожно-транспортном происшествии с другим автомобилем, вопрос о привлечении владельца стоящего автомобиля будет решаться исходя из его вины в происшествии. Отнесение огнестрельного оружия к источникам повышенной опасности в теории является дискуссионным (в заряженном оружии находятся взрывчатые вещества и не исключена возможность их самопроизвольной детонации), но на практике огнестрельное оружие не относится к источникам повышенной опасности, поскольку его вредоносные свойства (как правило) не могут проявиться самопроизвольно и практически всегда присутствует вина причинителя вреда в форме умысла или неосторожности. Дискуссионным является в теории и вопрос об отнесении диких и домашних животных к источникам повышенной опасности. Что касается диких животных, то правоприменительная практика не относит их к источникам повышенной опасности; владельцы же домашних животных на практике несут ответственность только за виновное поведение (предполагается, что владелец животного всегда в состоянии обеспечить должный контроль за ним).

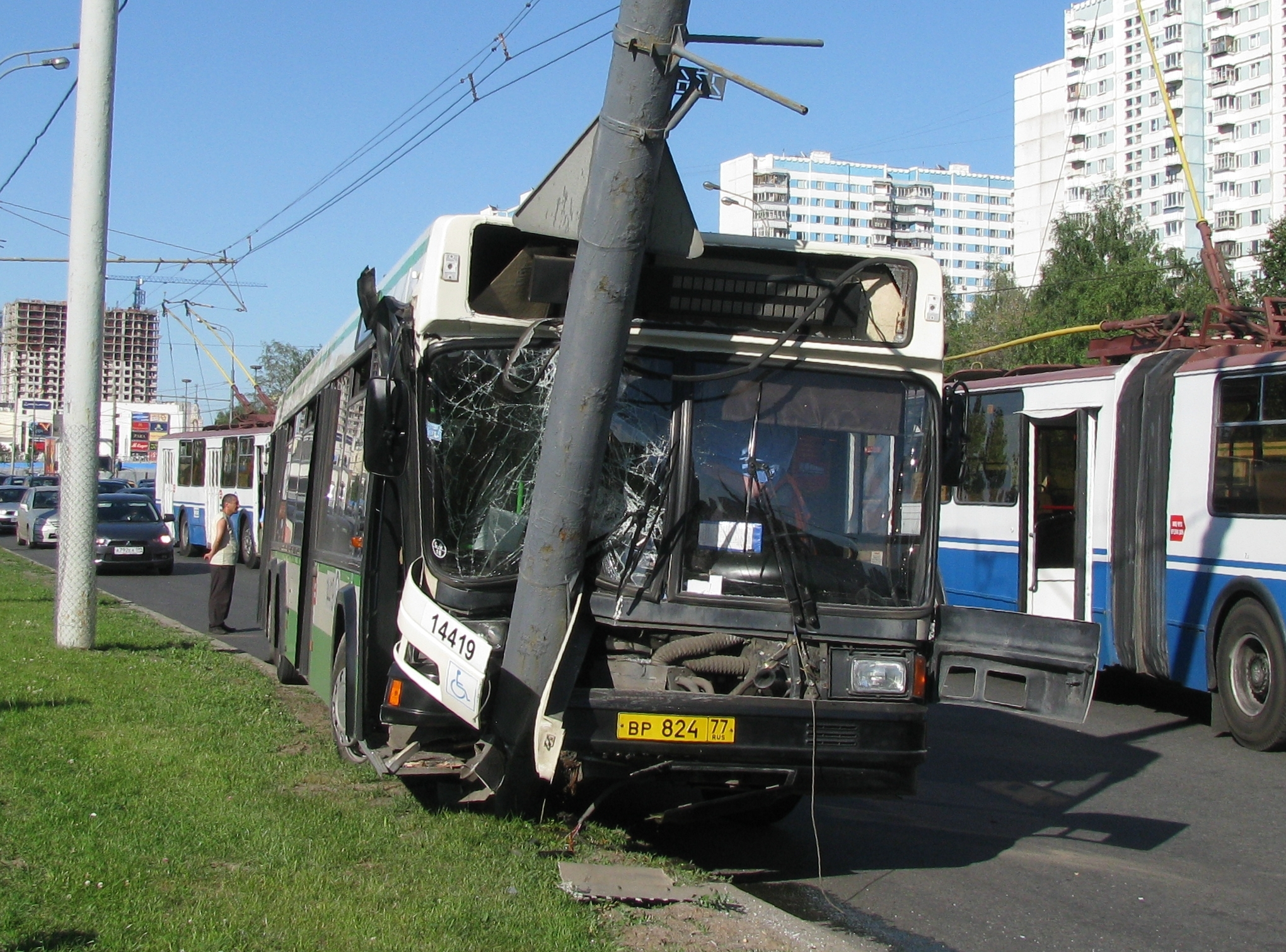
Автобус совершил наезд на столб. Несмотря на то, что деятельность по передаче электроэнергии — это тоже источник повышенной опасности, в данном случае взаимодействия источников не будет, потому что столб сам по себе не проявляет особо опасных свойств. Владелец автобуса будет отвечать за погнутый столб вне зависимости от своей вины

При вреде, причинённом взаимодействием источников повышенной опасности, вред возмещается на общих основаниях, то есть в зависимости от вины причинителей вреда.

## История термина
Понятие источника повышенной опасности неразрывно связано с научно-техническим прогрессом. В процессе развития техники и технологий выявилось, что определённые виды деятельности человека могут быть особо опасны для окружающих, связаны с «объективной возможностью умаления личных или имущественных благ». В результате осуществления такой деятельности (или владения и пользования определёнными вещами, по иной точке зрения) резко возрастает вероятность ненамеренного причинения вреда, без вины его причинителя.
До появления концепции источника повышенной опасности, вина, в той или иной форме, традиционно рассматривалась как неотъемлемый элемент состава гражданско-правового правонарушения. В контексте обязательств, возникающих вследствие причинения вреда, это означает, что причинитель вреда имуществу или личности потерпевшего вред, несёт ответственность перед последним лишь при наличии виновных, умышленных или неосторожных, действий (или бездействия) со стороны причинителя вреда. Исключением из этого правила стало причинение вреда источником повышенной опасности.
Уже в 1838 году прусский закон «О железных дорогах» ввёл ответственность предприятий железнодорожного транспорта, возлагая на предприятие обязанность возмещения личного и имущественного вреда, причинённого в результате деятельности железной дороги, при этом предприятие возмещало его во всех случаях, если только не доказывало, что вред был причинён по вине самого потерпевшего или в результате внешнего неотвратимого случая. Вскоре аналогичные законы были приняты в других немецких государствах, и в 1869 году в Австрии. В 1871 году в Германии был принят имперский закон «Об ответственности», действующий до сих пор. В 1905 году в Швейцарии был принят закон, устанавливающий особую ответственность не только при эксплуатации, но и при строительстве железных дорог.

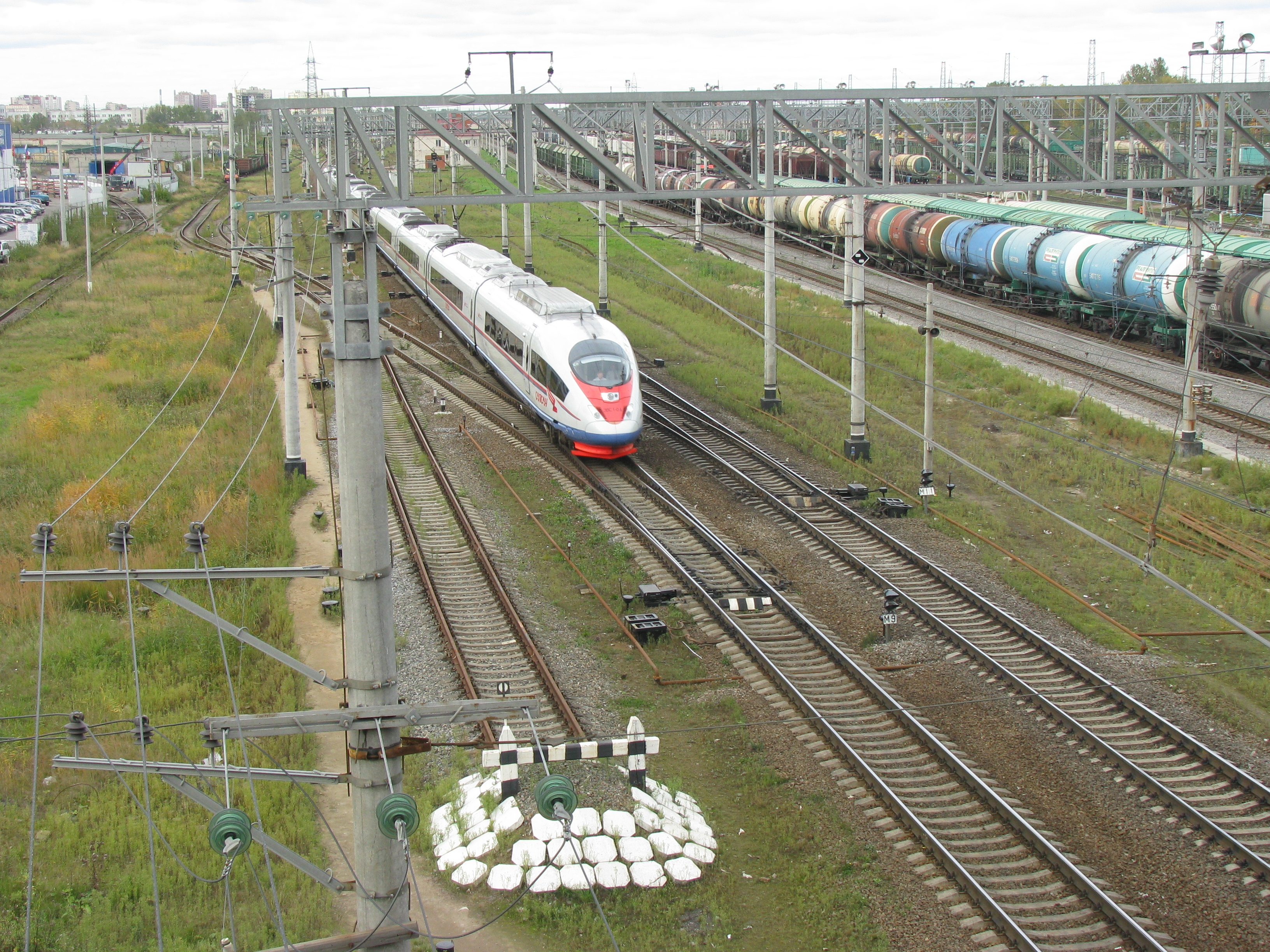
Железные дороги — самые первые по времени возникновения источники повышенной опасности

В России статьёй 683 Свода законов гражданских устанавливалась обязанность возмещения вреда железнодорожными и пароходными компаниями, однако при соблюдении принципа установленной вины управления предприятием или агентов. Таким образом, до революции понятие источника повышенной опасности не было выработано. Наиболее близкими к современному понятию были статьи 120 и 121 Устава о наказаниях, налагаемых мировыми судьями, в соответствии с которыми, хозяин животного нёс безоговорочную ответственность за вред, причиненный диким животным, содержащимся в домашних условиях. Вместе с тем, собственник домашнего животного освобождался от ответственности, если причинение вреда было вызвано действиями самого потерпевшего или случайными, непредвиденными обстоятельствами, но вина собственника так или иначе устанавливалась.
Лишь Гражданским кодексом РСФСР 1922 года (статья 404) было установлено, что «лица и предприятия, деятельность которых связана с повышенной опасностью для окружающих, как то: железные дороги, трамваи, фабрично-заводские предприятия, торговцы горючими материалами, держатели диких животных, лица, возводящие строения и иные сооружения и т. п. — отвечают за вред, причиненный источником повышенной опасности, если не докажут, что вред возник вследствие непреодолимой силы либо умысла или грубой небрежности самого потерпевшего». Указанное нормативное определение, не раскрывая понятия «источник повышенной опасности», тем не менее, закрепляет основания ответственности за причинение вреда источником повышенной опасности и вводит новеллу: ответственность за невиновное причинение вреда, а также впервые вводит в оборот само понятие. Гражданский кодекс РСФСР 1964 года принципиально не изменил норму в части понятия источника повышенной опасности, но из неё был изъято такое основание освобождения от ответственности, как грубая небрежность. Тем не менее, статьями 458 Гражданского кодекса РСФСР и 132 Основ гражданского законодательства СССР было установлено, что при выявленной грубой неосторожности потерпевшего, размер возмещения вреда мог быть снижен или в возмещении вреда могло быть отказано (если иное не установлено другими нормативными актами).
Статья 1079 действующего Гражданского кодекса РФ изложена так:
Статья 1079. Ответственность за вред, причиненный деятельностью, создающей повышенную опасность для окружающих 

1. Юридические лица и граждане, деятельность которых связана с повышенной опасностью для окружающих (использование транспортных средств, механизмов, электрической энергии высокого напряжения, атомной энергии, взрывчатых веществ, сильнодействующих ядов и т.п.; осуществление строительной и иной, связанной с нею деятельности и др.), обязаны возместить вред, причиненный источником повышенной опасности, если не докажут, что вред возник вследствие непреодолимой силы или умысла потерпевшего. Владелец источника повышенной опасности может быть освобожден судом от ответственности полностью или частично также по основаниям, предусмотренным пунктами 2 и 3 статьи 1083 настоящего Кодекса.

Обязанность возмещения вреда возлагается на юридическое лицо или гражданина, которые владеют источником повышенной опасности на праве собственности, праве хозяйственного ведения или праве оперативного управления либо на ином законном основании (на праве аренды, по доверенности на право управления транспортным средством, в силу распоряжения соответствующего органа о передаче ему источника повышенной опасности и т.п.).

2. Владелец источника повышенной опасности не отвечает за вред, причиненный этим источником, если докажет, что источник выбыл из его обладания в результате противоправных действий других лиц. Ответственность за вред, причиненный источником повышенной опасности, в таких случаях несут лица, противоправно завладевшие источником. При наличии вины владельца источника повышенной опасности в противоправном изъятии этого источника из его обладания ответственность может быть возложена как на владельца, так и на лицо, противоправно завладевшее источником повышенной опасности.

3. Владельцы источников повышенной опасности солидарно несут ответственность за вред, причиненный в результате взаимодействия этих источников (столкновения транспортных средств и т.п.) третьим лицам по основаниям, предусмотренным пунктом 1 настоящей статьи.

Вред, причиненный в результате взаимодействия источников повышенной опасности их владельцам, возмещается на общих основаниях (статья 1064).

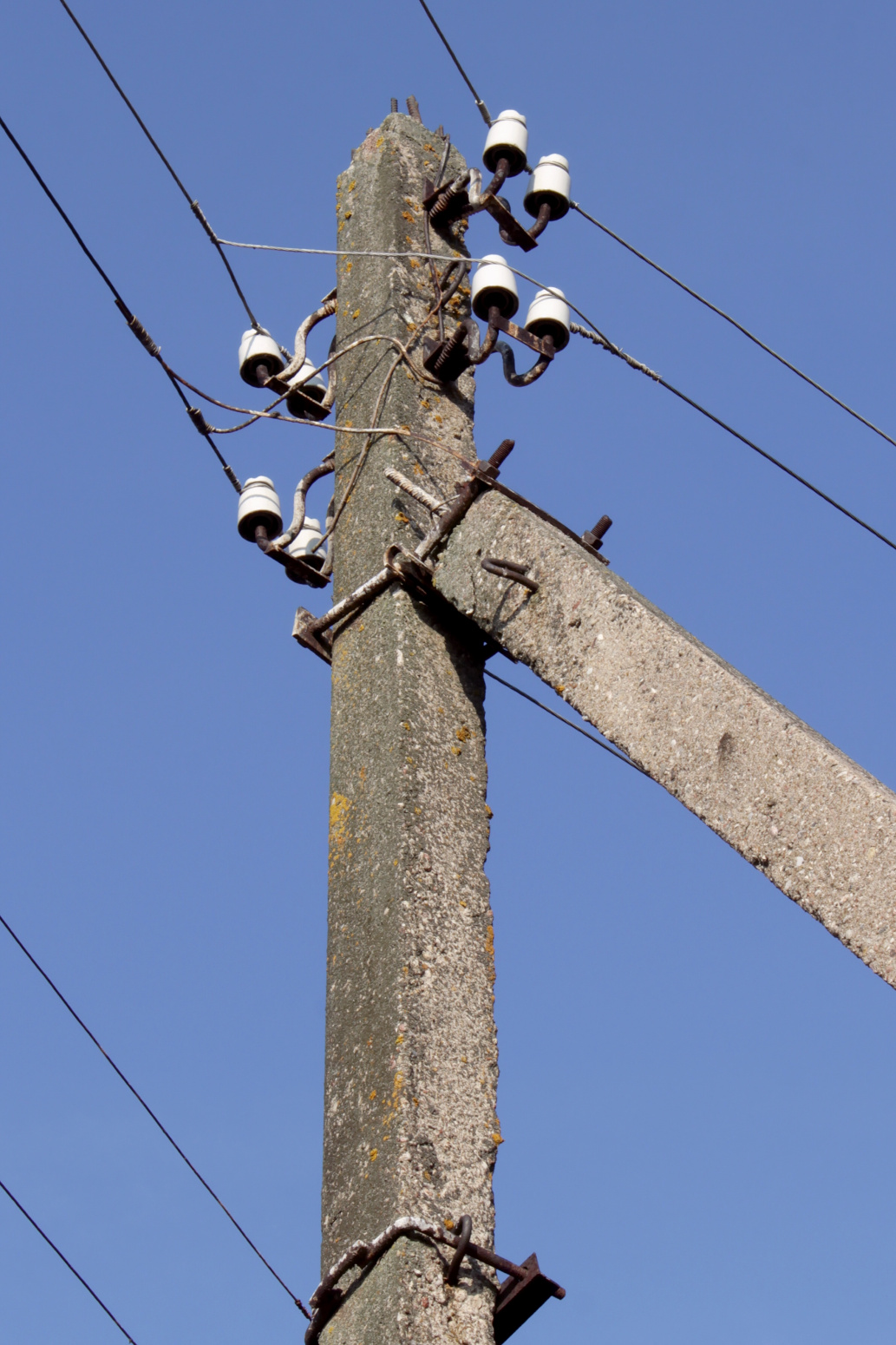
Передача электрической энергии — это источник повышенной опасности

Таким образом, для освобождения от ответственности за причинение вреда, владелец источника повышенной опасности, в соответствии с действующим законодательством РФ, должен доказать, что вред был причинён по умыслу потерпевшего или в силу обстоятельств непреодолимой силы. То есть владелец автомобиля, сбивший на нём человека, может не возмещать причинённый вред если докажет, что потерпевший сам бросился под колёса или наезд произошёл, например, вследствие непредвиденного порыва ветра. 
Но если таких обстоятельств не имелось, то владелец источника повышенной опасности несет ответственность даже при отсутствии вины. Например, у грузового автомобиля внезапно лопнула шина, в результате чего его резко повело в левую сторону, и он на полном ходу перевернулся. Сидевший в кузове пассажир выпал из кузова и сильно ударился о землю, от полученного удара он вскоре скончался. Несмотря на то, что водитель во время движения никаких нарушений правил не допустил, владелец автомобиля обязан возместить семье умершего кормильца все причиненные убытки.
Кроме того, владелец источника повышенной опасности может быть освобождён от ответственности полностью или частично по основаниям, предусмотренным пунктами 2 и 3 статьи 1083 Гражданского Кодекса РФ, а именно если грубая неосторожность самого потерпевшего способствовала причинению вреда. Если причинителем вреда является гражданин, суд может уменьшить размер возмещения исходя из материального положения причинителя вреда. Ответственность за вред, причинённый жизни и здоровью, уменьшению не подлежит; также не подлежат уменьшению дополнительные расходы (лекарства, медицинские процедуры, переподготовка и т. п., связанные с вредом здоровью), расходы по потере кормильца и расходы на погребение.

## Аналоги термина в разных правовых системах
Институт безвиновной ответственности и регулирование правоотношений в этой части происходит в разных странах разными способами. Например в Германии специальным законодательством установлен перечень видов опасной деятельности. В других странах, в том числе и в России, перечень опасной деятельности или опасных предметов является открытым.
В ряде стран (ЮАР, Австралия) формально не имеется института безвиновной ответственности, но на субъектов опасной деятельности возлагаются весьма серьёзные и обширные обязанности по порядку осуществления этой деятельности, и случаи причинения вреда так или иначе являются следствием невыполнения этих обязанностей.
В Соединённых штатах Америки имеется Свод деликтного права 1977 года. Параграф 519 этого Свода устанавливает общее правило наложения строгой ответственности на лиц, причиняющих вред посредством чрезвычайно опасной деятельности. В соответствии с ним лицо, занимающееся чрезвычайно опасной деятельностью, подлежит ответственности за вред, который в результате этой деятельности оно причиняет другому лицу даже в том случае, если оно приняло крайние меры предосторожности, чтобы этот вред предотвратить. В каждом отдельном случае (в США принята англосаксонская система права) суд устанавливает насколько велик связанный с выполнением этой деятельности риск причинения вреда, размер потенциального вреда, угрозу причинения которого несет в себе эта деятельность, возможность предотвращения риска причинения вреда путём принятия разумных мер предосторожности, наконец, обычная ли это деятельность или же из ряда вон выходящая. В частности, имеются следующие прецеденты привлечения к строгой ответственности: хранение больших количеств воды в наливных цистернах или резервуарах, хранение больших количеств взрывчатых веществ или легковоспламеняющихся жидкостей, использование бурильных установок в густо населённых районах, применение ядохимикатов в качестве пестицидов, считающихся вредными для человека, проведение взрывных работ. При этом вред, причинённый в результате использования автомобилей, поездов и даже самолётов, как правило не влечёт строгой ответственности, и возмещается в случае установления вины причинителя вреда.

## Регулирование использования источников повышенной опасности в России
В России к деятельности, предполагающей собой использование источников повышенной опасности предъявляются особые требования. Законодатель регулирует эти отношения как на уровне федеральных законов, так и на уровне подзаконных актов. Так например, регламентирование этой деятельности происходит в областях:
- безопасность дорожного движения;
- безопасность движения на железнодорожном транспорте;
- пожарная безопасность;
- промышленная безопасность и других[12]:26.